# رمیمازولام
رمیمازولام (انگلیسی: Remimazolam) (با نام تجاری Byfavo) دارویی برای القا و حفظ آرام‌بخشی در بزرگسالان برای اقدامات تشخیصی یا جراحی تهاجمی به مدت ۳۰ دقیقه یا کمتر است. رمیمازولام یک داروی بنزودیازپین است که توسط PAION AG با همکاری چندین مجوز منطقه ای به عنوان جایگزینی برای ایمیدازوبنزودیازپین کوتاه اثر میدازولام، برای استفاده در القای بیهوشی و آرامبخشی آگاهانه برای روش‌های تهاجمی جزئی تولید شده‌است. مشخص شد که رمیمازولام هم شروع سریع‌تر و هم مدت کوتاه‌تری نسبت به میدازولام دارد، و آزمایش‌های بالینی انسانی زمان بهبودی سریع‌تر و فارماکوکینتیک قابل پیش‌بینی و سازگار را نشان می‌دهند که نشان‌دهنده برخی از مزایای نسبت به داروهای موجود برای این کاربردها است.
شایع‌ترین عوارض جانبی آرام‌بخشی شامل فشار خون پایین، فشار خون بالا، فشار خون دیاستولیک، فشار خون سیستولیک، سطح پایین اکسیژن خون و افت فشار خون دیاستولیک است.
رمیمازولام در ژوئیه ۲۰۲۰ برای استفاده پزشکی در ایالات متحده و در مارس ۲۰۲۱ در اتحادیه اروپا تأیید شد.

## کاربرد پزشکی
رمیمازولام برای القا و حفظ آرامبخشی رویه ای در بزرگسالان به مدت ۳۰ دقیقه یا کمتر توصیه می‌شود.